# Horburg-Maßlau
Horburg-Maßlau is een voormalige gemeente in de Duitse deelstaat Saksen-Anhalt, en maakt deel uit van de Landkreis Saalekreis.
Horburg-Maßlau telt 566 inwoners.
De gemeente bestond uit de kernen Horburg en Maßlau. Sinds 31 december 2009 behoren de plaatsen tot Leuna.